# Episodi di Monster Allergy (prima stagione)

Elena e Zick in una scena del primo episodio.

La prima stagione della serie animata Monster Allergy è stata trasmessa su Toon Disney dal 19 dicembre 2005.
| n. | Codice di produzione | Titolo                          |
| -- | -------------------- | ------------------------------- |
| 1  | MA1x01               | La casa dei mostri              |
| 2  | MA1x02               | Il baccello sotto Oldmill       |
| 3  | MA1x03               | Gatto in pentola                |
| 4  | MA1x04               | Il mostro della porta accanto   |
| 5  | MA1x05               | La piramide degli invulnerabili |
| 6  | MA1x06               | Magnacat                        |
| 7  | MA1x07               | La tana dei bucanieri           |
| 8  | MA1x08               | Terrore sul fondo               |
| 9  | MA1x09               | Mostri sottovuoto               |
| 10 | MA1x10               | Zick contro Zick                |
| 11 | MA1x11               | L'antica armeria                |
| 12 | MA1x12               | Il villaggio delle streghe      |
| 13 | MA1x13               | Mugalak!                        |
| 14 | MA1x14               | Riunione di famiglia            |
| 15 | MA1x15               | Artigli                         |
| 16 | MA1x16               | Il party stregato               |
| 17 | MA1x17               | Il ritorno di Magnacat          |
| 18 | MA1x18               | L'ispettore generale            |
| 19 | MA1x19               | Il grattacielo infestato        |
| 20 | MA1x20               | Una scarpa per Bombo            |
| 21 | MA1x21               | L'esercito degli scheletri      |
| 22 | MA1x22               | La porta segreta                |
| 23 | MA1x23               | Il divoratore                   |
| 24 | MA1x24               | L'ultimo Domatore               |
| 25 | MA1x25               | La grande evasione              |
| 26 | MA1x26               | Il corno di Kong                |